# HarmonyOS Sans
HarmonyOS Sans是由华为公司委托汉仪字库制作的可免费商用的无衬线字体。首次面向开发者发布于2021年6月9日，应用于鸿蒙系统和OpenHarmony系统。该系列涵盖了简体字、繁体字、拉丁、西里尔、希腊、阿拉伯五大书写系统，覆盖105种语言。

## 衍生变体
- HarmonyOS Sans：标准字体。
- HarmonyOS Sans Condensed：节省空间的细瘦版本。
- HarmonyOS Sans Condensed Italic：节省空间的细瘦版本的意大利体版本。
- HarmonyOS Sans Italic：意大利体版本。
- HarmonyOS Sans Naskh Arabic：伊斯兰书法字体纳斯赫，一种阿拉伯手写体。
- HarmonyOS Sans Naskh Arabic UI：波斯体书法字体纳斯赫的用户界面的优化版本。
- HarmonyOS Sans SC：简体中文版。
- HarmonyOS Sans TC：繁体中文版。

## 应用
HarmonyOS Sans字体是个人免费商用的，可在开发者网站上下载。为鸿蒙系统开发的软件可商用。
哔哩哔哩在网页端和桌面端都支持了HarmonyOS Sans。